# Parti social-démocrate de Finlande
Pour les articles homonymes, voir Parti social-démocrate.
 (septembre 2014).
Si vous disposez d'ouvrages ou d'articles de référence ou si vous connaissez des sites web de qualité traitant du thème abordé ici, merci de compléter l'article en donnant les références utiles à sa vérifiabilité et en les liant à la section « Notes et références ».
Le Parti social-démocrate de Finlande (en finnois : Suomen Sosialidemokraattinen Puolue, SDP ; en suédois : Finlands Socialdemokratiska Parti ; en russe : Социал-демократическая партия Финляндии) est un parti politique finlandais, social-démocrate, fondé en 1899. Il est membre du Parti socialiste européen et de l'Internationale socialiste.
À l'instar du Parti du centre (Kesk, libéraux) et du Parti de la coalition nationale (Kok, conservateurs), le SDP a été l'un des grands partis finlandais du XXe siècle et est longtemps resté la principale force politique finlandaise. Par conséquent, il a assuré à de nombreuses reprises l'exercice du pouvoir depuis les années 1960 et reste un partenaire incontournable dans les négociations post-électorales présidant à la formation des coalitions gouvernementales.
Par ailleurs, de 1982 à 2012, le SDP a systématiquement réussi à faire élire son candidat à la présidence de la République, Mauno Koivisto en 1982 et 1988, Martti Ahtisaari en 1994, Tarja Halonen en 2000 et 2006.
Lors de sa création, et jusqu'au premier conflit mondial, le SDP va s'imposer comme le premier parti de Finlande, réunissant à lui seul entre 30 % et 47 % des voix à compter de l'instauration du suffrage universel. Néanmoins, comme la plupart des partis socialistes et sociaux-démocrates, il fait l'objet d'une scission au début des années 1920 entre sociaux-démocrates et communistes tenants de la ligne dictée par le Komintern.
Durant l'entre-deux-guerres, le SDP accepte les règles du jeu démocratique, mais demeure écarté du gouvernement, qu'il n'intégrera que pendant le conflit, dans le cadre d'une « Union nationale ». Son audience électorale se stabilisera alors autour de 20-25 % et reste ancrée depuis à cet étiage. 
Le SDP compte aujourd'hui 40 000 adhérents et son président est Antti Lindtman.

## Histoire

### Fondation
D'inspiration marxiste, le SDP est créé à Turku en 1889 sous le nom de Parti ouvrier de Finlande (en finnois, Suomen Työväenpuolue) et ne prendra son nom actuel qu'en 1903, à Forssa. Son audience au sein de la population finlandaise va rapidement croître, mais il demeure une force politique extra-parlementaire jusqu'à l'instauration du suffrage universel en 1906. Lors des premières élections en 1907, il parvient à obtenir 37 %, puis plus de 40 % des voix, et s'impose comme le premier parti du pays. En 1916, il atteint même 47 % des voix et obtient la majorité absolue des sièges, la seule fois dans l’histoire parlementaire de la Finlande.

### L'entre-deux-guerres
Le parti est exsangue à la fin de la guerre civile de 1918, marquée par la victoire des Blancs, conservateurs. La majeure partie de ses responsables sont en effet alors décédés, prisonniers ou en exil en Russie. De plus, comme la majeure partie des mouvements socialistes à l'époque, le SDP est l'objet de profondes division entre marxistes-léninistes souhaitant l'adhésion au Komintern (qui quittent le SDP pour fonder le Parti communiste de Finlande (SKP), cette nouvelle formation étant rapidement interdite en Finlande) et tenants d'une ligne social-démocrate et réformiste, conforme à l'action menée avant-guerre. 
Lors des élections de 1919, sous l'égide de Väinö Tanner, conserve cependant ses positions en emportant 80 des 200 sièges du parlement. Mais, au cours des années suivantes, la division entre SDP et SKP se fait sentir plus clairement en termes de résultat.
Durant la majeure partie de l'entre-deux-guerres, la méfiance des formations modérées et conservatrices à son égard conduiront le SDP à demeurer le principal parti d'opposition, ne participant qu'épisodiquement au gouvernement au cours de l'année 1926.
Il ne sera totalement réintégré dans le jeu politique qu'après le déclenchement du second conflit mondial, durant la guerre d'hiver, sous la présidence de Kyösti Kallio.

### Après la Seconde Guerre mondiale
À l'issue de la Guerre de Continuation (1941-44), l'URSS contraint la Finlande à légaliser l'existence du SKP, sous le nom de SKDL (Ligue démocratique du peuple de Finlande) et les années d'après-guerre seront marquées à gauche par une féroce compétition entre communistes et sociaux-démocrates, au cours de laquelle le SDP choisira de soutenir avec les partis « bourgeois », une ligne privilégiant avant toute chose la défense de la démocratie parlementaire et de la souveraineté finlandaise dans une stricte neutralité à l'égard des blocs et à l'opposé de la ligne du parti communiste, ce qui conduit à l'exclusion de ce dernier du cabinet ministériel et entraine de vives critiques de l'URSS à l'égard du SDP.
En 1956, Karl-August Fagerholm, candidat du SDP, perd l'élection présidentielle avec seulement deux voix de retard sur le chef agrarien Urho Kekkonen. Il réussit néanmoins quelques mois plus tard à former un gouvernement minoritaire avec le soutien des conservateurs du Parti de la coalition nationale (Kok) et de petits partis situés au centre de l'échiquier politique. Néanmoins, la pression soviétique à l'égard du cabinet Fagerholm conduira celui-ci à la démission en 1958, au profit d'un retour des agrariens au pouvoir.
La réorganisation du parti à la suite de cet épisode conduit au retour à sa tête de Väinö Tanner, d'une courte majorité; tandis que l'aile gauche pro-soviétique groupée autour de l'ancien président du parti Emil Skog décide de faire scission et de fonder le TPSL (Union sociale-démocrate des travailleurs et des petits agriculteurs), mouvement éphémère dont les membres choisiront de revenir au bercail dans les années 1960, ou de rejoindre le SKP.

### La participation au pouvoir

Ancien logo du SDP.

Ce n'est qu'en 1966, en période de détente internationale et après le départ de Tanner, que le SDP obtint le feu vert officieux de l'URSS pour participer au gouvernement, ce qu'il fit en participant alternativement aux coalitions menées par le KESK (agrariens, centristes) et le Kok (conservateurs). Puis en 1972, pour la première fois (à l'exception de l'intermède Fagerholm), le SDP prend durablement la tête du gouvernement dans le cadre d'une alliance avec le KESK, sous l'égide de Kalevi Sorsa (1972-75, 1975-79, 1982-85) et de Mauno Koivisto (1979-82), puis réussit à faire élire ce dernier à la présidence.
Par la suite, le SDP participe au gouvernement du conservateur Harri Holkeri, avant de se retrouver rejeté dans l'opposition entre 1991 et 1995, lorsque les frères ennemis du centre-droit, le KESK et Kok, alliés à de petites formations centriste parviennent à reformer un gouvernement exclusivement composé de formations « bourgeoises ». Cependant, cette période post-guerre froide sera essentiellement marquée par le processus d'adhésion à l'Union européenne, sur le principe duquel sociaux-démocrates, centristes et conservateurs ont des positions qui convergent.
À l'occasion des élections législatives de mars 1995, le SDP retrouve son statut de force dominante et son président Paavo Lipponen devient Premier ministre de Finlande. Il constitue alors une « coalition Arc-en-ciel » qui réunit également le Kok, l'Alliance de gauche (Vas), la Ligue verte (Vihr) et le Parti populaire suédois (SFP). Cette alliance durant sept ans, la Vihr se retirant en 2002 à la suite de la décision de construire un réacteur EPR.
Le scrutin parlementaire de mars 2003 voit les libéraux d'Anneli Jäätteenmäki ravir la première place aux sociaux-démocrates avec à peine six mille trois cents voix et deux sièges d'avance. Le SDP reste cependant au gouvernement, Lipponen étant pour sa part désigné président de la Diète nationale. En juin 2005, son héritier et secrétaire général du parti, Eero Heinäluoma, lui succède à la présidence de la formation.

### Histoire récente

Ancien logo du parti.

Lors des élections législatives de 2007, le SDP doit se contenter de 21,4 % des suffrages et 45 députés sur 200 à la Diète nationale, arrivant en troisième position, ce qui constitue son plus mauvais résultat depuis quarante-cinq ans.
Conformément à la tradition parlementaire finlandaise, qui veut que les deux grands partis arrivés en tête forment la coalition majoritaire aux dépens du troisième, les sociaux-démocrates se retrouvent dans l'opposition au nouveau gouvernement de centre-droit de Matti Vanhanen.  Le 7 juin 2008, à seulement 32 ans, la députée Jutta Urpilainen prend la succession de Heinäluoma en défaisant l'ancien ministre Erkki Tuomioja au congrès du parti.
Si les élections législatives d'avril 2011 marquent un nouveau recul avec 19,1 % des voix et 42 sièges, le SDP remonte à la troisième place des formations politiques. Le nouveau Premier ministre conservateur Jyrki Katainen reforme alors la « coalition Arc-en-ciel », Urpilainen devenant ministre des Finances, Tuomioja ministre des Affaires étrangères et Heinäluoma président de la Diète nationale.
Lors des élections européennes de 2014, le SDP est arrivé quatrième avec 12,31% des suffrages exprimés et a ainsi remporté deux sièges au Parlement européen.
Le parti remporte les élections législatives d'avril 2019 et dirige la coalition gouvernementale.

## Membres notables

### Premiers-ministres
- Väinö Tanner (1926-1927)
- Karl-August Fagerholm (1948-1950, 1956-1957, 1958-1959)
- Rafael Paasio (1966-1968, 1972)
- Mauno Koivisto (1968-1970, 1979-1982)
- Kalevi Sorsa (1972-1975, 1977-1979, 1982-1987)
- Paavo Lipponen (1995-2003)
- Antti Rinne (2019)
- Sanna Marin (2019-2023)

### Présidents de la République
- Mauno Koivisto (1982-1994)
- Martti Ahtisaari (1994–2000)
- Tarja Halonen (2000–2012)

### Commissaires européens
- Erkki Liikanen : Budget, Personnel et Administration (1995-1999), Entreprises et Société de l'information (1999-2004)

### Autres membres notables
- Oskari Tokoi
- Yrjö Sirola - fondateur du Parti communiste de Finlande.
- Erkki Tuomioja : Ministre des Affaires étrangères 2000–2007 et 2011–2015

## Dirigeants

### Présidents
| Portrait                                                                  | Identité                                | Période            | Période            | Durée                      |
| Portrait                                                                  | Identité                                | Début              | Fin                | Durée                      |
| ------------------------------------------------------------------------- | --------------------------------------- | ------------------ | ------------------ | -------------------------- |
| Nils Robert af Ursin                                                      | Nils Robert af Ursin (en) (1854 - 1936) | 1899               | 1900               | 1 an                       |
| Pas de portrait sous licence libre disponible pour J. A. Salminen.        | J. A. Salminen (d) (1859 - 1926)        | 1900               | 1900               | moins d’un an              |
| Pas de portrait sous licence libre disponible pour Karl Fredrik Hellsten. | Karl Fredrik Hellsten (d) (1866 - 1956) | 1900               | 1903               | 3 ans                      |
| Taavi Tainio                                                              | Taavi Tainio (en) (1874 - 1929)         | 1903               | 1905               | 2 ans                      |
| Emil Perttilä                                                             | Emil Perttilä (en) (1875 - 1933)        | 1905               | 1906               | 1 an                       |
| Edvard Valpas-Hänninen                                                    | Edvard Valpas-Hänninen (1873 - 1937)    | 1906               | 1909               | 3 ans                      |
| Matti Paasivuori                                                          | Matti Paasivuori (en) (1866 - 1937)     | 1909               | 1911               | 2 ans                      |
| Otto Wille Kuusinen                                                       | Otto Wille Kuusinen (1881 - 1964)       | 1911               | 1913               | 2 ans                      |
| Matti Paasivuori                                                          | Matti Paasivuori (en) (1866 - 1937)     | 1913               | 1917               | 4 ans                      |
| Kullervo Manner                                                           | Kullervo Manner (1880 - 1939)           | 1917               | 1918               | 1 an                       |
| Väinö Tanner                                                              | Väinö Tanner (1881 - 1966)              | 1918               | 1926               | 8 ans                      |
| Matti Paasivuori                                                          | Matti Paasivuori (en) (1866 - 1937)     | 1926               | 1930               | 4 ans                      |
| Kaarlo Harvala                                                            | Kaarlo Harvala (en) (1885 - 1942)       | 1930               | 1942               | 12 ans                     |
| Väinö Salovaara                                                           | Väinö Salovaara (1888 - 1964)           | 1942               | 1944               | 2 ans                      |
| Onni Hiltunen                                                             | Onni Hiltunen (1895 - 1971)             | 1944               | 1946               | 2 ans                      |
| Emil Skog                                                                 | Emil Skog (1897 - 1981)                 | 1946               | 1957               | 11 ans                     |
| Väinö Tanner                                                              | Väinö Tanner (1881 - 1966)              | 1957               | 1963               | 6 ans                      |
| Rafael Paasio                                                             | Rafael Paasio (1903 - 1980)             | 1963               | 1975               | 12 ans                     |
| Kalevi Sorsa                                                              | Kalevi Sorsa (1930 - 2004)              | 1975               | 1987               | 12 ans                     |
| Pertti Paasio, 23 avril 2009.                                             | Pertti Paasio (1939 - 2020)             | 1987               | 1991               | 4 ans                      |
| Ulf Sundqvist, 25 octobre 2009.                                           | Ulf Sundqvist (1945 - 2023)             | 1991               | 1993               | 2 ans                      |
| Paavo Lipponen                                                            | Paavo Lipponen (né en 1941)             | 1993               | 10 juin 2005       | 12 ans                     |
| Eero Heinäluoma                                                           | Eero Heinäluoma (né en 1955)            | 10 juin 2005       | 6 juin 2008        | 2 ans, 11 mois et 27 jours |
| Jutta Urpilainen                                                          | Jutta Urpilainen (née en 1975)          | 6 juin 2008        | 9 mai 2014         | 5 ans, 11 mois et 3 jours  |
| Antti Rinne, 20 mai 2014.                                                 | Antti Rinne (né en 1962)                | 9 mai 2014         | 22 août 2020       | 6 ans, 3 mois et 13 jours  |
| Sanna Marin, 2023.                                                        | Sanna Marin (née en 1985)               | 22 août 2020       | 1er septembre 2023 | 3 ans et 10 jours          |
| Antti Lindtman                                                            | Antti Lindtman (né en 1982)             | 1er septembre 2023 | En cours           | 1 an, 9 mois et 10 jours   |

Sources

### Secrétaires du parti
| Secrétaire         | Période   |
| ------------------ | --------- |
| J. K. Kari         | 1899–1905 |
| Yrjö Sirola        | 1905–1906 |
| Matti Turkia       | 1906–1918 |
| Väinö Hupli        | 1918      |
| Taavi Tainio       | 1918–1926 |
| K. H. Wiik         | 1926–1936 |
| Aleksi Aaltonen    | 1936–1944 |
| Unto Varjonen      | 1944–1946 |
| Väinö Leskinen     | 1946–1957 |
| Kaarlo Pitsinki    | 1957–1966 |
| Erkki Raatikainen  | 1966–1969 |
| Kalevi Sorsa       | 1969–1975 |
| Ulf Sundqvist      | 1975–1981 |
| Erkki Liikanen     | 1981–1987 |
| Ulpu Iivari        | 1987–1991 |
| Markku Hyvärinen   | 1991–1996 |
| Kari Laitinen      | 1996–2002 |
| Eero Heinäluoma    | 2002–2005 |
| Maarit Feldt-Ranta | 2005–2008 |
| Ari Korhonen       | 2008–2010 |
| Mikael Jungner     | 2010–2012 |
| Reijo Paananen     | 2012–2017 |
| Antton Rönnholm    | 2017–     |
| Sources            |           |

## Résultats électoraux

### Élections législatives

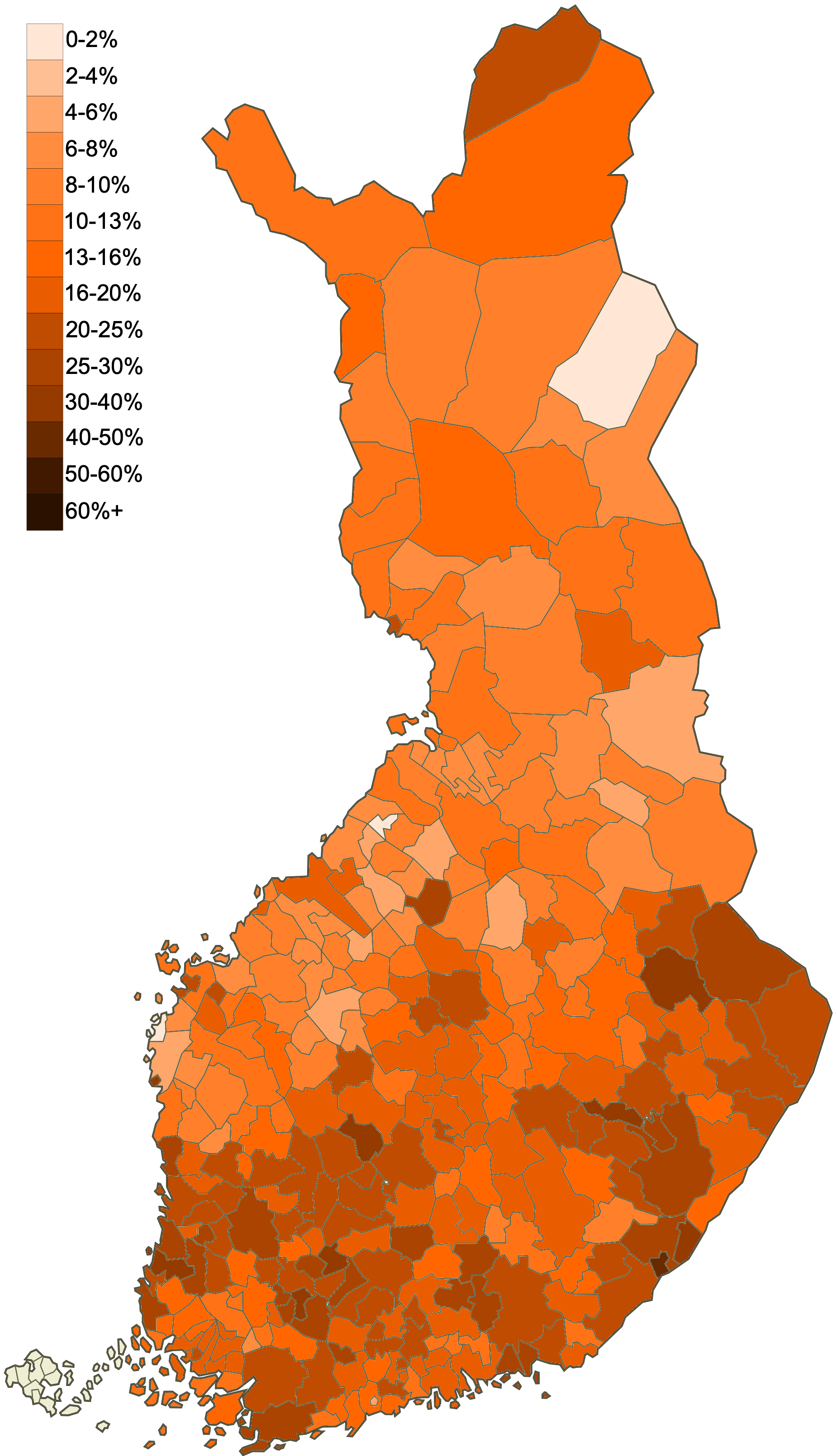
Résultats par commune aux élections législatives de 2019.

| Année | Députés   | Votes   | Votes   | Rang | Gouvernement                                                              |
| ----- | --------- | ------- | ------- | ---- | ------------------------------------------------------------------------- |
| 1907  | 80 / 200  | 329 946 | 37,03 % | 1er  |                                                                           |
| 1908  | 83 / 200  | 310 826 | 38,40 % | 1er  |                                                                           |
| 1909  | 84 / 200  | 337 685 | 39,89 % | 1er  |                                                                           |
| 1910  | 86 / 200  | 316 951 | 40,04 % | 1er  |                                                                           |
| 1911  | 86 / 200  | 321 201 | 40,03 % | 1er  |                                                                           |
| 1913  | 90 / 200  | 312 214 | 43,11 % | 1er  |                                                                           |
| 1916  | 103 / 200 | 376 030 | 47,29 % | 1er  |                                                                           |
| 1917  | 92 / 200  | 444 670 | 44,79 % | 1er  | Opposition                                                                |
| 1919  | 80 / 200  | 365 046 | 37,98 % | 1er  | Opposition                                                                |
| 1922  | 53 / 200  | 216 861 | 25,06 % | 1er  | Opposition                                                                |
| 1924  | 60 / 200  | 255 068 | 29,02 % | 1er  | Opposition, Tanner                                                        |
| 1927  | 60 / 200  | 257 572 | 28,30 % | 1er  | Opposition                                                                |
| 1929  | 59 / 200  | 260 254 | 27,36 % | 2e   | Opposition                                                                |
| 1930  | 66 / 200  | 386 026 | 34,16 % | 1er  | Opposition                                                                |
| 1933  | 78 / 200  | 413 551 | 37,33 % | 1er  | Opposition                                                                |
| 1936  | 83 / 200  | 452 751 | 38,59 % | 1er  | Opposition, Cajander III                                                  |
| 1939  | 85 / 200  | 515 980 | 39,77 % | 1er  | Ryti I, Ryti II, Rangell, Linkomies, Hackzell, Urho Castrén, Paasikivi II |
| 1945  | 50 / 200  | 425 948 | 25,08 % | 1er  | Paasikivi III, Pekkala                                                    |
| 1948  | 54 / 200  | 494 719 | 26,32 % | 1er  | Fagerholm I, Opposition                                                   |
| 1951  | 53 / 200  | 480 754 | 26,52 % | 1er  | Kekkonen II, Kekkonen III, Opposition                                     |
| 1954  | 54 / 200  | 527 094 | 26,25 % | 1er  | Opposition, Kekkonen V, Fagerholm II, Opposition                          |
| 1958  | 48 / 200  | 449 536 | 23,12 % | 2e   | Fagerholm III, Opposition,                                                |
| 1962  | 38 / 200  | 448 930 | 19,50 % | 3e   | Opposition                                                                |
| 1966  | 55 / 200  | 645 339 | 27,23 % | 1er  | Paasio I, Koivisto I                                                      |
| 1970  | 52 / 200  | 594 185 | 23,43 % | 1er  | Karjalainen II                                                            |
| 1972  | 55 / 200  | 664 724 | 25,78 % | 1er  | Paasio II, Sorsa I                                                        |
| 1975  | 54 / 200  | 683 590 | 24,86 % | 1er  | Miettunen II, Opposition, Sorsa II                                        |
| 1979  | 52 / 200  | 691 512 | 23,89 % | 1er  | Koivisto II, Sorsa III                                                    |
| 1983  | 57 / 200  | 795 953 | 26,71 % | 1er  | Sorsa IV                                                                  |
| 1987  | 56 / 200  | 695 331 | 24,14 % | 1er  | Holkeri                                                                   |
| 1991  | 48 / 200  | 603 080 | 22,12 % | 2e   | Opposition                                                                |
| 1995  | 63 / 200  | 785 637 | 28,25 % | 1er  | Lipponen I                                                                |
| 1999  | 51 / 200  | 612 963 | 22,86 % | 1er  | Lipponen II                                                               |
| 2003  | 53 / 200  | 683 223 | 24,47 % | 2e   | Jäätteenmäki, Vanhanen I                                                  |
| 2007  | 45 / 200  | 594 194 | 21,44 % | 3e   | Opposition                                                                |
| 2011  | 42 / 200  | 561 558 | 19,10 % | 2e   | Katainen, Stubb                                                           |
| 2015  | 34 / 200  | 490 102 | 16,51 % | 4e   | Opposition                                                                |
| 2019  | 40 / 200  | 545 544 | 17,73 % | 1er  | Rinne, Marin                                                              |
| 2023  | 43 / 200  | 617 552 | 19,95 % | 3e   | Opposition                                                                |

### Élections européennes
| Année | Eurodéputés | Votes   | Votes   | Rang | Groupe |
| ----- | ----------- | ------- | ------- | ---- | ------ |
| 1996  | 4 / 16      | 482 577 | 21,45 % | 2e   | PSE    |
| 1999  | 3 / 16      | 221 836 | 17,86 % | 3e   | PSE    |
| 2004  | 3 / 14      | 350 525 | 21,16 % | 3e   | PSE    |
| 2009  | 2 / 13      | 292 051 | 17,54 % | 3e   | S&D    |
| 2014  | 2 / 13      | 212 781 | 12,31 % | 4e   | S&D    |
| 2019  | 2 / 14      | 267 342 | 14,60 % | 3e   | S&D    |

### Élections municipales
| Année | Conseillers | Votes   | Votes   |
| ----- | ----------- | ------- | ------- |
| 1945  | 2 100       | 265 689 |         |
| 1950  |             | 377 294 | 25,05 % |
| 1953  |             | 449 251 | 25,53 % |
| 1956  |             | 424 977 | 25,42 % |
| 1960  | 2 261       | 414 175 | 21,10 % |
| 1964  | 2 543       | 530 878 | 24,75 % |
| 1968  | 2 351       | 540 450 | 23,86 % |
| 1972  | 2 533       | 676 387 | 27,05 % |
| 1976  | 2 735       | 665 632 | 24,82 % |
| 1980  | 2 820       | 699 280 | 25,50 % |
| 1984  | 2 830       | 666 218 | 24,70 % |
| 1988  | 2 866       | 663 692 | 25,23 % |
| 1992  | 3 130       | 721 310 | 27,08 % |
| 1996  | 2 742       | 583 623 | 24,55 % |
| 2000  | 2 559       | 511 370 | 22,99 % |
| 2004  | 2 585       | 575 822 | 24,11 % |
| 2008  | 2 066       | 541 187 | 21,23 % |
| 2012  | 1 729       | 487 924 | 19,6 %  |
| 2017  | 1 697       | 498 252 | 19,4 %  |
| 2021  | 1 449       | 433 008 | 17,7 %  |

### Élections présidentielles
| Année | Candidat       | Électeurs | Votes     | Votes   |
| ----- | -------------- | --------- | --------- | ------- |
| 1925  | Väinö Tanner   | 79        | 165 091   | 26,6 %  |
| 1931  | Väinö Tanner   | 90        | 252 550   | 30,2 %  |
| 1937  |                | 95        | 341 408   | 30,7 %  |
| 1950  |                | 64        | 343 828   | 21,8 %  |
| 1956  | K.A. Fagerholm | 72        | 442 408   | 23,3 %  |
| 1962  | Rafael Paasio  | 36        | 289 366   | 13,1 %  |
| 1968  | Urho Kekkonen  | 55        | 315 068   | 15,46 % |
| 1978  | Urho Kekkonen  | 74        | 569 154   | 23,2 %  |
| 1982  | Mauno Koivisto | 144       | 1 370 314 | 43,1 %  |
| 1988  | Mauno Koivisto | 128       | 1 175 209 | 39,36 % |

| Année | Candidat         | 1er tour  | 1er tour | 1er tour | 2d tour   | 2d tour | 2d tour |
| Année | Candidat         | Voix      | %        | Rang     | Voix      | %       | Rang    |
| ----- | ---------------- | --------- | -------- | -------- | --------- | ------- | ------- |
| 1988  | Mauno Koivisto   | 1 513 234 | 48,90    | 1er      | -         | -       | -       |
| 1994  | Martti Ahtisaari | 828 038   | 25,9     | 1er      | 1 723 485 | 53,9    | 1er     |
| 2000  | Tarja Halonen    | 1 224 431 | 40,0     | 1er      | 1 644 532 | 51,6    | 1er     |
| 2006  | Tarja Halonen    | 1 397 030 | 46,3     | 1er      | 1 630 980 | 51,8    | 1er     |
| 2012  | Paavo Lipponen   | 205 111   | 6,7      | 5e       | -         | -       | -       |
| 2018  | Tuula Haatainen  | 97 254    | 3,3      | 6e       | -         | -       | -       |